# نادي القرنة
نادي القرنة الرياضي هو فريق كرة قدم عراقي مقره القرنة بالبصرة ، يلعب في الدوري العراقي الدرجة الثانية.